# Lijst van voetbalinterlands Belize - Dominicaanse Republiek
Deze lijst van voetbalinterlands is een overzicht van alle officiële voetbalwedstrijden tussen de nationale teams van Belize en de Dominicaanse Republiek. De landen speelden tot op heden vier keer tegen elkaar. De eerste ontmoeting was een kwalificatiewedstrijd voor het Wereldkampioenschap voetbal 2018 op 11 juni 2015 in Santo Domingo. Het laatste duel, een groepswedstrijd tijdens de CONCACAF Nations League 2022/23, vond plaats in San Cristóbal op 27 maart 2023.

## Wedstrijden
| № | Plaats        | Datum         | Competitie                      | Wedstrijd                       | Uitslag |
| - | ------------- | ------------- | ------------------------------- | ------------------------------- | ------- |
| 1 | Santo Domingo | 11 juni 2015  | WK 2018 kwalificatie            | Dominicaanse Republiek – Belize | 1 – 2   |
| 2 | Belmopan      | 14 juni 2015  | WK 2018 kwalificatie            | Belize – Dominicaanse Republiek | 3 – 0   |
| 3 | Belmopan      | 2 juni 2022   | CONCACAF Nations League 2022/23 | Belize − Dominicaanse Republiek | 0 − 2   |
| 4 | San Cristóbal | 27 maart 2023 | CONCACAF Nations League 2022/23 | Dominicaanse Republiek − Belize | 2 − 0   |

## Samenvatting
| Competitie              | Totaal gespeeld | Winst Belize | Gelijk | Winst Dom. Rep. | Doelsaldo Belize – Dom. Rep. |
| ----------------------- | --------------- | ------------ | ------ | --------------- | ---------------------------- |
| WK-kwalificatie         | 2               | 2            | 0      | 0               | 5 − 1                        |
| CONCACAF Nations League | 2               | 0            | 0      | 2               | 0 − 4                        |
| Totaal                  | 4               | 2            | 0      | 2               | 5 − 5                        |

Wedstrijden bepaald door strafschoppen worden, in lijn met de FIFA, als een gelijkspel gerekend.
FFB · A-internationals · Bondscoaches · Statistieken · Belizaans vrouwenelftal
1990 – 1999 ·
2000 – 2009 ·
2010 – 2019 ·
2020 − 2029
1995 · 
1996 · 
1997 · 
1998 · 
1999 · 
2000 · 
2001 · 
2002 · 
2003 · 
2004 · 
2005 · 
2006 · 
2007 · 
2008 · 
2009 · 
2010 · 
2011 · 
2012 · 
2013 · 
2014 ·
2015 ·
2016 ·
2017 ·
2018 ·
2019 ·
2020 ·
2021 ·
2022 ·
2023 ·
2024
Anguilla ·
Bahama's ·
Barbados ·
Bermuda ·
Canada ·
Costa Rica ·
Cuba ·
Dominicaanse Republiek ·
El Salvador ·
Grenada ·
Guatemala ·
Guyana ·
Haïti ·
Honduras ·
Kaaimaneilanden ·
Mexico ·
Montserrat ·
Nicaragua ·
Panama ·
Puerto Rico ·
Saint Kitts en Nevis ·
Saint Vincent en de Grenadines ·
Trinidad en Tobago ·
Turks- en Caicoseilanden ·
Verenigde Staten
FEDOFUTBOL · A-internationals · Bondscoaches · Vrouwenvoetbalelftal van de Dominicaanse Republiek
1970 – 1979 ·
1980 – 1989 ·
1990 – 1999 ·
2000 – 2009 ·
2010 – 2019 ·
2020 − 2029
Amerikaanse Maagdeneilanden ·
Anguilla ·
Antigua en Barbuda ·
Aruba ·
Bahama's ·
Barbados ·
Belize ·
Bermuda ·
Britse Maagdeneilanden ·
Chili ·
Costa Rica ·
Cuba ·
Curaçao ·
Dominica ·
El Salvador ·
Guatemala ·
Guyana ·
Haïti ·
Indonesië ·
Kaaimaneilanden ·
Montserrat ·
Nederlandse Antillen ·
Nicaragua ·
Panama ·
Peru ·
Puerto Rico ·
Saint Kitts en Nevis ·
Saint Lucia ·
Saint Vincent en de Grenadines ·
Servië ·
Suriname ·
Trinidad en Tobago ·
Turks- en Caicoseilanden ·
Venezuela ·
Verenigde Arabische Emiraten